# Alzira Andrade
Alzira de Andrade Falótico (São Paulo, 23 de maio de 1954), conhecida profissionalmente como Alzira Andrade, é uma atriz, diretora e professora de teatro brasileira.

## Biografia
É irmã paterna da atriz Denise Del Vecchio, sendo, por conseguinte, descendente de italianos, portugueses e sírios.
Com Mauro Henrique Toledo e Denise Del Vecchio, Alzira Andrade é sócia da Teatrês Empreendimentos Culturais, fundada em 2001, que oferece cursos de formação de atores, técnicas teatrais e de comunicação.
Alzira Andrade se firmou no teatro e voltou aos palcos em 2008, com a peça A Estressada Doméstica. dirigida por ela e escrita por Mauro Henrique Toledo, na Escola de Teatro Teatrês.
No teatro, trabalhou bastante com Marcos Caruso, Jandira Martini, Roberto de Cleto e Thelma Reston.
Atualmente, Alzira Andrade tem se apresentado em empresas com peças de teatro corporativas.

## Carreira

### Na Televisão
| Ano  | Título                    | Papel              | Emissora |
| ---- | ------------------------- | ------------------ | -------- |
| 1974 | Ídolo de Pano             | Geni               | TV Tupi  |
| 1976 | Saramandaia               | Fernanda           | TV Globo |
| 1978 | O Direito de Nascer       | Eva                | TV Tupi  |
| 1979 | Como Salvar Meu Casamento | Jô (Josinete)      | TV Tupi  |
| 1980 | Cavalo Amarelo            | Sônia              | Band     |
| 1981 | Ciranda de Pedra          | Margarida          | TV Globo |
| 1982 | O Homem Proibido          | Rachel             | TV Globo |
| 1985 | Grande Sertão: Veredas    | amante de Riobaldo | TV Globo |
| 1996 | Chico Total               | Flor de Lys        | TV Globo |
| 1997 | A Justiceira              | Cinira Falcão      | TV Globo |
| 2001 | Malhação                  | Cora Lemos         | TV Globo |

### No cinema
| Ano   | Título                             | Personagem |
| ----- | ---------------------------------- | ---------- |
| 1970  | Um Uísque antes, um Cigarro depois |            |
| 1978] | Meus Homens, Meus Amores           |            |
| 1978] | Fim de Festa                       |            |
| 1979  | Amantes da Chuva                   | [ 2 ]      |
| 1982  | Ao Sul do Meu Corpo                |            |
| 1983  | Bar Esperança                      |            |
| 2006  | Gatão de Meia Idade                | Mauricéia  |

## No Teatro
- 1965 - Tudo Novo
- 1967 e 1968 - A Filha do Padeiro
- 1970 a 1973 - Dando capim aos Bois
- 1976 - Os Parceiros
- 1977 - O Diário de Anne Frank
- 1978 e 1979 - A Morta
- 1982 - Morre o Rei
- 1982 - Viva sem Medo suas fantasias sexuais
- 1985 - Cabaret Brasileiro
- 1987 - O Vison Voador
- 1991 a 1993 - Extravasa!
- 1995 - A Vassoura
- 2008 - A Estressada Doméstica
- 2009 - Dr. Hamburguer PHD
- 2010 - A Cantora Careca
- 2011 - Peça Interativa